# Diego Gatta
Diego Gatta (Sala Consilina, 24 aprile 1729 – Eboli, 22 giugno 1804) è stato un religioso, giurista e funzionario italiano.

## Biografia
Diego Gatta nacque a Sala Consilina il 24 aprile del 1729 da Angelantonio e Antonia Martucci. Fu discepolo dell’abate, filosofo ed economista Antonio Genovesi (1712-1769) di Castiglione, appunto detto Del Genovesi. 
Gatta fu anche un contemporaneo di Giovan Battista Vico (1668-1744), dal quale assimilò la cultura storica. Fu uno spirito eclettico: si laureò in legge, in medicina e si interessò di composizione musicale, qualche volta anche contrastando in un suo trattato le opinioni dell’amico Domenico Cimarosa con dovizia di validi argomenti. 
Gatta, dopo l’uccisione del figlio adottivo, non avendo altri familiari viventi, si rifugiò presso i suoi parenti ad Eboli, dove morì il 22 giugno del 1804 all’età di 75 anni. La sua salma fu tumulata nella cappella gentilizia della famiglia Genovese dentro la chiesa della SS. Trinità dei PP. Osservanti, comunemente detta “Sant’Antonio”.

### Carriera
Nel 1771 fu nominato Uditore Generale del vescovo di Anglona e Tursi, Giovan Battista Pignatelli. Come consigliere legale fu alla corte di re Ferdinando IV di Napoli, che all’epoca si avvaleva dell’opera dell’illuminato ministro fiorentino, Bernardo Tanucci. Quest’ultimo affidò al Gatta l’incarico di concepire un buon codice, che racchiudesse e desse ordine alle tante e svariate leggi esistenti. Il giureconsulto vi pose mano e compose la “Collezione dei Reali Dispacci”. Questa raccolta fu di grande aiuto ai magistrati nella consultazione delle leggi. L’opera contribuì non poco a creare un’uniformità di indirizzo nella decisione delle controversie e giovò moltissimo agli operatori della giustizia. Le leggi che Gatta collezionò furono quelle contenenti dettami importanti, che trasformarono la società del tempo. 
Nel frattempo la Rivoluzione Napoletana era alle porte; venti di guerra spiravano all'orizzonte e lo stesso Tanucci aveva abbandonato per motivi politici sia il suo sovrano che Napoli. 
Ferdinando IV, appoggiato dagli Inglesi e dagli Austriaci, era ormai in stretta combutta con le masse sanfediste, che si opponevano alle forze repubblicane.
Anche Diego Gatta prese le distanze dal re. Il sacerdote si ritirò a Sala Consilina, dove erano già in corso rappresaglie contro la sua famiglia. 
Intanto era deceduto per morte naturale il fratello medico, Michele, e i consistenti beni di famiglia necessitavano di essere seguiti e tutelati proprio in quel periodo per tanti versi difficile e minaccioso. 
Difatti non passò molto tempo e le masse realiste passarono alle vie di fatto: sequestrarono il giureconsulto, lo spogliarono dei suoi beni, gli incendiarono l’antico ed importante palazzo (situato nel rione, detto “In mezzo alla terra”) e la sua vasta e preziosa biblioteca. 
Le stesse orde uccisero in tutto il Vallo di Diano diversi repubblicani, tra i quali, in data 3 maggio 1799, anche il figlio adottivo di Diego Gatta, il dottore in legge Michele Gatta, suo nipote-cugino, il cui nome originario era Angelo Andrea Genovese nato il 22 dicembre 1777 a Castiglione, figlio di Olimpia Gatta, zia di Diego.